# دوبروساف كريستيتش
دوبروساف كريستيتش (مواليد 5 فبراير 1932) هو لاعب كرة قدم. يلعب مع منتخب يوغوسلافيا لكرة القدم. سبق له أن لعب في كأس العالم لكرة القدم مع منتخب بلاده.

## مسيرته الكروية
لعب دوبروساف كريستيتش خلال مسيرته الاحترافية مع 3 أندية في سبعة عشر موسمًا وسجل خلالها 28 هدفًا ضمن 298 مباراة. ولم يفز بأي موسم بالكأس أو بالدوري.
خاض دوبروساف كريستيتش مسيرته مع نادي فويفودينا في موسم 1951 ليلعب معه اثنا عشر موسمًا، مشاركًا في 200 مباراة سجل خلالها 25 هدفًا. ثم انتقل إلى نادي سوشو في موسم 1962–63 ليلعب معه أربعة مواسم، حيث شارك في 97 مباراة سجل خلالها 3 أهداف. لينتقل بعدها إلى نادي روان في موسم 1966–67 لمدة موسم واحد، مشاركًا في مباراة ولم يسجل أي هدف.

## روابط خارجية
- دوبروساف كريستيتش على موقع الاتحاد الدولي (مؤرشف)  (الإنجليزية)
- دوبروساف كريستيتش على موقع قاعدة بيانات كرة القدم.إي يو (الإنجليزية)
- دوبروساف كريستيتش على موقع بيانات كرة القدم. دي إي (الألمانية)
- دوبروساف كريستيتش على موقع ناشيونال فوتبول تيمز (الإنجليزية)
- دوبروساف كريستيتش على موقع Soccerway.com (الإنجليزية)
- دوبروساف كريستيتش على موقع عالم كرة القدم.نت (الإنجليزية)
- دوبروساف كريستيتش على موقع اللجنة الأولمبية الدولية (الإنجليزية)
- دوبروساف كريستيتش على موقع أوليمبيديا (الإنجليزية)